# Сельское поселение «Нижнекокуйское»
Се́льское поселе́ние «Нижнекокуйское» — муниципальное образование в Балейском районе Забайкальского края Российской Федерации.
Административный центр — село Нижний Кокуй.

## История
Статус и границы сельского поселения установлены Законом Читинской области от 19 мая 2004 года «Об установлении границ, наименований вновь образованных муниципальных образований и наделении их статусом сельского, городского поселения в Читинской области».

## Население
| 2010 | 2011 | 2012 | 2013 | 2014 | 2015 | 2016 |
| ---- | ---- | ---- | ---- | ---- | ---- | ---- |
| 629  | ↘626 | ↘613 | ↘608 | ↘601 | ↘581 | ↘576 |
| 2017 | 2018 | 2019 | 2020 | 2021 |      |      |
| ↘548 | ↘541 | ↘519 | ↘503 | ↘386 |      |      |

## Состав сельского поселения
| № | Населённый пункт     | Тип населённого пункта       | Население |
| - | -------------------- | ---------------------------- | --------- |
| 1 | Барановск            | село                         | ↘91       |
| 2 | Лесоучасток Саранная | населённый пункт             | ↘154      |
| 3 | Нижний Кокуй         | село, административный центр | ↘241      |